# Граноццо-кон-Монтічелло
Граноццо-кон-Монтічелло, Ґраноццо-кон-Монтічелло (італ. Granozzo con Monticello, п'єм. Granòss e Montisel) — муніципалітет в Італії, у регіоні П'ємонт,  провінція Новара.
Граноццо-кон-Монтічелло розташоване на відстані близько 500 км на північний захід від Рима, 80 км на північний схід від Турина, 11 км на південний захід від Новари.
Населення — 1436 осіб (2014).
Щорічний фестиваль відбувається 15 серпня та 19 червня. Покровителька — Богородиця Небовзята.

## Демографія
Населення за роками:

Станом на 1 січня 2023 року в муніципалітеті офіційно проживали 42 іноземці з 17 країн, серед них 12 громадян країн Євросоюзу та 7 громадян України.

## Сусідні муніципалітети
- Казаліно
- Конфієнца
- Ніббіола
- Новара
- Весполате